# (91395) Sakanouenokumo
(91395) Sakanouenokumo est un astéroïde de la ceinture principale.

## Description
(91395) Sakanouenokumo est un astéroïde de la ceinture principale. Il fut découvert le 5 juin 1999 à Kuma Kogen par Akimasa Nakamura. Il présente une orbite caractérisée par un demi-grand axe de 2,65 UA, une excentricité de 0,13 et une inclinaison de 10,8° par rapport à l'écliptique.

## Compléments